# Grammia ochracea-rivulosa
Grammia ochracea-rivulosa är en fjärilsart som beskrevs av Richard Harper Stretch 1906. Grammia ochracea-rivulosa ingår i släktet Grammia och familjen björnspinnare. Inga underarter finns listade i Catalogue of Life.